# 정익
정익(鄭益, 170년 ~ 196년)은 후한 말의 인물로, 자는 익은(益恩)이며 북해국 고밀현(高密縣) 사람이다. 후한 말의 대학자 정현의 외아들이며, 정소동의 아버지다.

## 생애
건안(建安) 연간, 정현은 병에 걸리자 정익에게 편지를 써 유훈을 남겼다.
23세 때, 북해상(北海相) 공융(孔融)은 그를 효렴(孝廉)에 천거하였다. 훗날 원담(袁譚)이 북해를 포위하였을 때, 정익은 위험을 무릅쓰고 맞섰으나 숨을 거두었다. 이때 정익의 나이는 27세였다.

## 가계

### 관련 인물
정현